# Ernesto Melano
Ernesto Melano (Pinerolo, 1792 – Torino, 1867) è stato un architetto e ingegnere italiano della corte sabauda di Torino.
Ernesto (ma si firmò sempre alla francese Ernest) Melano, ricoprì l'incarico di primo architetto e ingegnere civile di Carlo Alberto di Savoia. Il re affidò al Melano numerosi incarichi di costruzione o restauro di castelli, monumenti religiosi e santuari.
Ernesto Melano fu uno dei capifila italiani dell'architettura neogotica del XIX secolo.

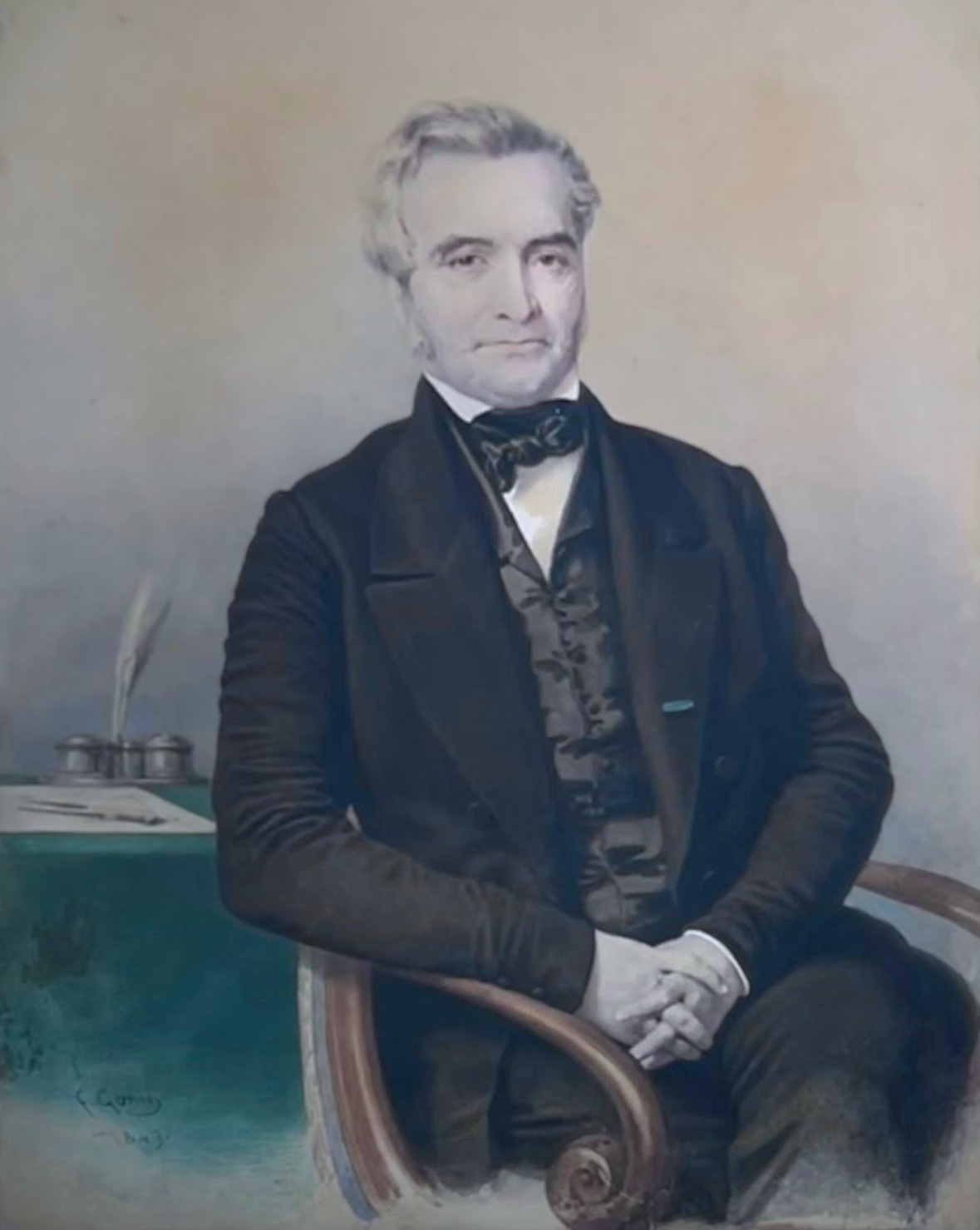
Ernesto Melano, ritratto da Francesco Gonin, (proprietà privata)

## Biografia
Nel 1812 Ernesto Melano consegue la laurea in architettura civile alla scuola di architettura civile di Torino il 7 maggio 1812, diplomandosi anche misuratore. Nel 1816 è nominato disegnatore del Congresso di Architettura e l'anno successivo riceve l'incarico di stendere il progetto di ingrandimento della città di Torino verso il Po. Entrato nel Corpo Reale del Genio Civile come tenente ingegnere di II classe, nel 1817 ne è nominato disegnatore. Il suo primo incarico importante consiste nel miglioramento della rete stradale e nella ricostruzione del forte di Exilles.
Nel maggio del 1820 viene destinato al Servizio dei Ponti e Strade della Provincia di Alba, ma nel giugno dello stesso anno la sua attività si trasferisce oltralpe in seguito alla nomina di membro della Commissione dei Confini del Ducato di Savoia e nel 1823 si trasferisce a Chambery (Strada del col du Chat, Isère). Nello stesso anno viene promosso ingegnere di prima classe del Servizio dei Ponti e Strade.
In quegli anni, sposa Luisa Ceppi. Nel 1824 riceve da Carlo Felice l'incarico di restaurare l'abbazia di Altacomba, i pilastri della cui chiesa vengono trasformati in statue in omaggio ai principi sabaudi. Alla conclusione della prima fase dei lavori è insignito della croce dei SS. Maurizio e Lazzaro. Incaricato nel 1828 di nuove opere ad Altacomba, Melano visita, su incarico di Carlo Felice, i monumenti gotici presenti in altri paesi, soggiornando un mese a Parigi. 
Promosso ingegnere capo di circondario nel 1833, è richiamato a Torino e nominato architetto di Sua Maestà e posto a capo dell'Ufficio d'Arte. Primo architetto era allora Carlo Bernardo Mosca, mentre primo architetto misuratore era Ferdinando Bonsignore. Dal 1834 entra a far parte del Congresso Permanente delle Acque e delle Strade, quello stesso anno diviene socio corrispondente dell'Accademia di Belle Arti di Milano, poi socio d'onore dell'Accademia di Belle Arti di Carrara (1833) e accademico dell'Accademia Albertina di Belle Arti di Torino (1837). Nel 1843, poco dopo la morte del Bonsignore, viene nominato primo architetto misuratore di Sua Maestà, mantenendo la direzione dell'Ufficio d'Arte, dalla quale è però dispensato nell'ottobre del 1853 per motivi di salute. Nel 1854 riceve la promozione come Ispettore di I classe del Corpo Reale del Genio civile e nel febbraio del 1857 è decorato ufficiale dell'Ordine dei SS. Maurizio e Lazzaro. Benché collocato a riposo, nel 1858 riceve ancora l'incaricato dei lavori presso l'Aula del Senato del Palazzo Madama. Muore nel 1867 a Torino in seguito a una lunga malattia.

## Luoghi della sua attività

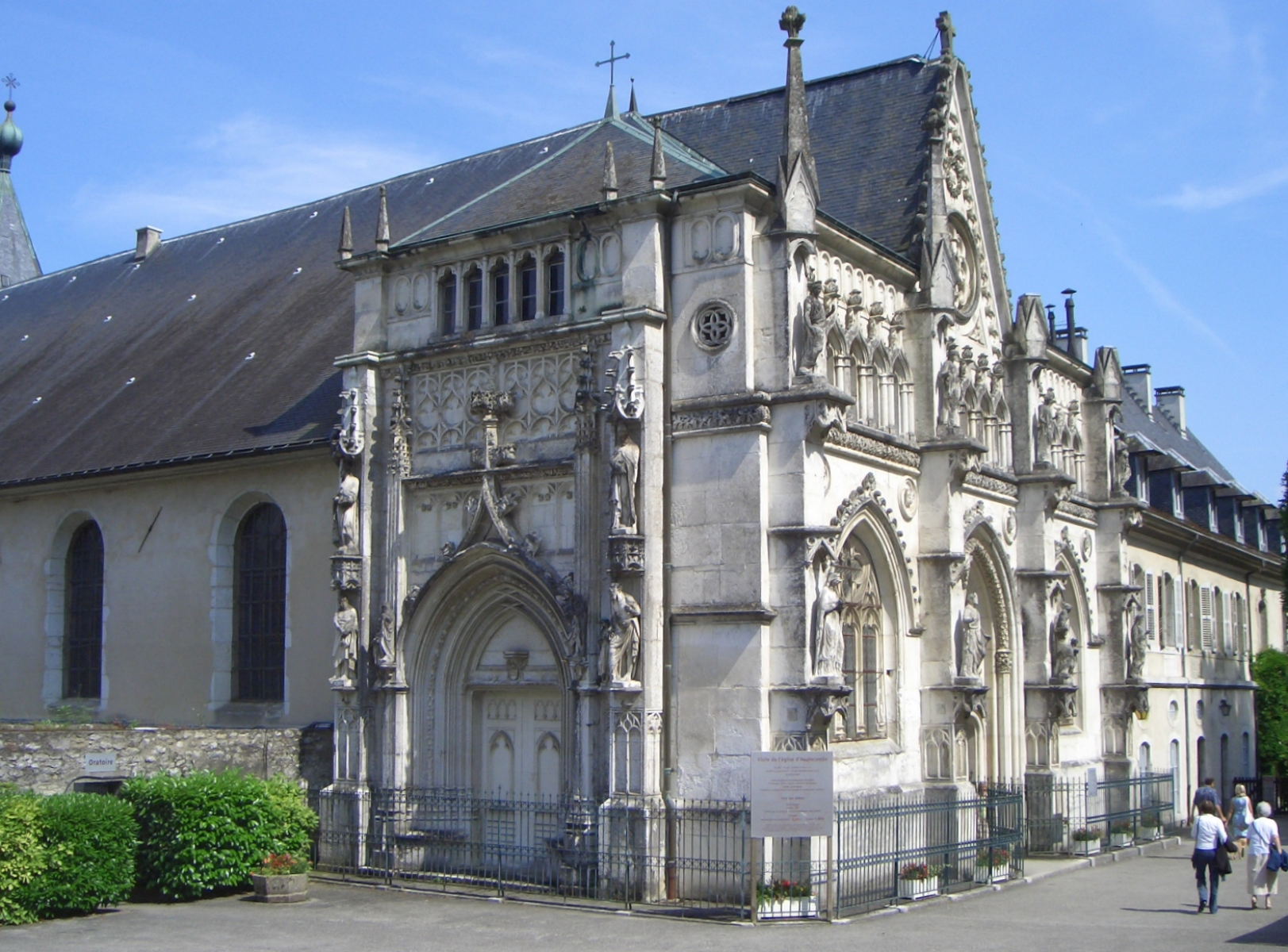
Abbazia di Altacomba, Savoia

- Borgo Castello nel parco de La Mandria
- Castello di Pollenzo
- Castello di Pralormo
- Castello Reale di Racconigi
- Il complesso delle cascine di Migliabruna Nuova
- Abbazia di Altacomba
- Chiesa parrocchiale di San Martino Alfieri
- Santuario Madonna delle Grazie a Racconigi
- Chiesa di san Martino a Torre Pellice